# Hypochlorosis schneideri
Hypochlorosis schneideri är en fjärilsart som beskrevs av Ribbe 1899. Hypochlorosis schneideri ingår i släktet Hypochlorosis och familjen juvelvingar. Inga underarter finns listade i Catalogue of Life.